# Wojska Obrony Powietrznej Kraju
Wojska Obrony Powietrznej Kraju (WOPK) – jeden z czterech, obok wojsk lądowych, wojsk lotniczych i marynarki wojennej, rodzajów sił zbrojnych Sił Zbrojnych PRL w latach 1962–1990.
WOPK przeznaczone były do obrony ludności, wojsk oraz ważnych ekonomicznie i strategicznie obiektów wojskowych i administracyjno-państwowych, znajdujących się na terytorium kraju, przed działaniami środków napadu powietrznego przeciwnika. Ich model organizacyjny wzorowany był na rozwiązaniach przyjętych w Armii Radzieckiej, co wynikało z faktu ich włączenia w system obrony powietrznej państw Układu Warszawskiego. Wojska OPK stanowiły ważny element wojsk obrony terytorialnej kraju. W 1990 WOPK weszły wraz z Wojskami Lotniczymi w skład Wojsk Lotniczych i Obrony Powietrznej. Po kolejnej reorganizacji i zmianie nazwy zadania tych wojsk pełnią jednostki włączone w skład Sił Powietrznych.

## Struktura organizacyjna WOPK
Dowództwo Wojsk Obrony Powietrznej Kraju
- Centralne Stanowisko Dowodzenia Dowódcy Wojsk Obrony Powietrznej Kraju
- Jednostka Zabezpieczenia WOPK
- 4 Baza Lotnicza
- Węzeł Łączności WOPK
- 1 Pułk Rozpoznania Radioelektronicznego im. Władysława Pietrusiaka - Grójec
- 3 pułk zakłóceń radioelektronicznych OPK – Lidzbark Warmiński
- 1 Korpus OPK Warszawa
- 2 Korpus OPK Bydgoszcz
- 3 Korpus OPK Wrocław
- Wyższa Oficerska Szkoła Radiotechniczna im. kpt. Sylwestra Bartosika - Jelenia Góra
- Ośrodek Szkolenia Specjalistów Wojsk Rakietowych i Artylerii OPK - Bemowo Piskie
- Ośrodek Szkolenia Specjalistów Wojsk Radiotechnicznych - Chorzów

Jednostki wchodzące w skład korpusów OPK
Wojska Rakietowe i Artyleria WOPK
- 1 Dywizja Artylerii OPK im. Powstańców Śląskich w Bytomiu
- 26 Brygada Artylerii OPK w Gryficach
- 3 Łużycka Dywizja Artylerii OPK w Warszawie
- 4 Brygada Rakietowa OPK w Gdyni
- 78 samodzielny pułk rakietowy OPK w Mrzeżynie (S-200 „Wega”) 79 i 80 Dywizjon
- 79 samodzielny pułk rakietowy OPK w Poznaniu
- 81 samodzielny pułk artylerii OPK w Nowej Hucie
- 16 samodzielny pułk artylerii OPK (rozformowany 1970)
- 32 samodzielny pułk artylerii OPK w Bydgoszczy (rozformowany 1974)
- 77 samodzielny pułk artylerii OPK w Zgierzu (rozformowany 1976)

Wojska Lotnicze WOPK
- 1 pułk lotnictwa myśliwskiego OPK „Warszawa” – Mińsk Mazowiecki
- 10 pułk lotnictwa myśliwskiego OPK – Łask
- 11 pułk lotnictwa myśliwskiego OPK – Debrzno – przekazany do Wojsk Lotniczych w 1968
- 11 Brandenburski Pułk Lotnictwa Myśliwskiego OPK im. Osadników Ziemi Dolnośląskiej – Wrocław
- 13 pułk lotnictwa myśliwskiego OPK – Łęczyca
- 26 pułk lotnictwa myśliwskiego OPK – Zegrze Pomorskie
- 25 pułk lotnictwa myśliwskiego OPK – Pruszcz Gdański – przekazany do Wojsk Lotniczych w 1968
- 28 pułk lotnictwa myśliwskiego OPK – Słupsk
- 34 pułk lotnictwa myśliwskiego OPK im. Bohaterów Kępy Oksywskiej – Babie Doły
- 39 pułk lotnictwa myśliwskiego OPK – Mierzęcice
- 45 pułk lotnictwa myśliwskiego OPK – Babimost – przekazany do Wojsk Lotniczych w 1969
- 62 pułk lotnictwa myśliwskiego OPK im. Powstańców Wielkopolskich 1918/1919 – Poznań

Wojska Radiotechniczne WOPK
- w latach 1966–1973
- 2 pułk radiotechniczny w Warszawie
- 12 pułk radiotechniczny w Gdyni
- 13 pułk radiotechniczny w Choszcznie
- 17 pułk radiotechniczny w Poznaniu
- 19 pułk radiotechniczny w Chorzowie
- 3 batalion radiotechniczny w Sandomierzu
- 7 batalion radiotechniczny w Łodzi
- w latach 1973–1990
- 1 Brygada Radiotechniczna w Warszawie
- 2 Brygada Radiotechniczna w Bydgoszczy
- 3 Brygada Radiotechniczna we Wrocławiu
- 3 Batalion Radiotechniczny w Sandomierzu

| Związek operacyjny / rodzaj wojsk   | 1 Korpus OPK               | 2 Korpus OPK                                  | 3 Korpus OPK                           | Jednostki bezpośredniego podporządkowania                                           |
| ----------------------------------- | -------------------------- | --------------------------------------------- | -------------------------------------- | ----------------------------------------------------------------------------------- |
| Wojska Lotnicze                     | 42 el 1 plm OPK 10 plm OPK | 43 el 26 plm OPK 28 plm OPK 34 plm OPK 19 leh | 44 el 11 plm OPK 39 plm OPK 62 plm OPK | 4 Baza Lotnicza                                                                     |
| Wojska Rakietowe i Artyleria        | 3 DA OPK                   | 4 BA OPK 26 BA OPK                            | 1 DA OPK                               | Centrum Szkolenia Specjalistów WOPK                                                 |
| Wojska Radiotechniczne              | 1 BRt                      | 2 BRt                                         | 3 BRt                                  | Wyższa Oficerska Szkoła Radiotechniczna Szkoła Specjalistów Wojsk Radiotechnicznych |
| Jednostki Walki Radioelektronicznej | -                          | -                                             | -                                      | 1 prrel 3 pzrel 14 brrel                                                            |
| Stanowiska dowodzenia               | SD 1 KOPK                  | SD 2 KOPK                                     | SD 3 KOPK                              | Centralne Stanowisko Dowodzenia WOPK                                                |

## Umundurowanie, stopnie
Żołnierze WOPK nosili mundury wyjściowe w kolorze stalowym, buty i pas skórzany w kolorze czarnym, orzeł na czapce – według kroju używanego w lotnictwie. Moro i hełm w kolorze zielonym z odcieniem czarnego. Korpusówki zgodnie z odbytym przeszkoleniem. W oddziałach rakietowych w korpusie szeregowych i podoficerów obowiązywało nazewnictwo jak w jednostkach artyleryjskich, a więc: kanonier, bombardier, ogniomistrz.

## Obsada personalna Dowództwa Wojsk Obrony Powietrznej Kraju
Dowódcy WOPK
- gen. bryg./gen. dyw. pil. Czesław Mankiewicz (30 IV 1962 – 28 VII 1967)
- gen. bryg./gen. dyw. pil. Roman Paszkowski (28 VII 1967 – 31 VIII 1976)
- gen. bryg./gen. broni Longin Łozowicki (15 III 1977- 30 VI 1990)

Szefowie sztabu – zastępcy dowódcy WOPK
- płk/gen. bryg. Jan Stamieszkin (1962–1967)
- gen. bryg. pil. Zdzisław Żarski (1967–1968)
- płk/gen. bryg. Longin Łozowicki (1968–1972)
- płk/gen. bryg. Tadeusz Gembicki (1972–1975)
- gen. bryg. Longin Łozowicki (1975–1977)
- gen. bryg. Tadeusz Gembicki (1977–1985)
- gen. bryg. Ryszard Michalik (1985–1988)
- gen. bryg. pil. Henryk Pietrzak (1988–1990)

Zastępcy dowódcy WOPK do spraw szkolenia
- gen. bryg. pil. Roman Paszkowski (1962–1963)
- gen. bryg. pil. Zdzisław Żarski (1968–1971)
- gen. bryg. pil. Andrzej Rybacki (1971–1972)

Zastępcy dowódcy WOPK do spraw liniowych
- gen. bryg. pil. Roman Paszkowski (1963–1967)
- gen. bryg. Czesław Dęga (1967–1970)
- gen. bryg. pil. Andrzej Rybacki (1972–1984)
- gen. bryg. pil. Marian Bondzior (1984–1990)

Zastępcy dowódcy WOPK do spraw politycznych
- gen. bryg. Tadeusz Dąbkowski (1962–1967)
- płk Kazimierz Burczak (1967–1968)
- gen. bryg. Jan Cieślik (1968–1978)
- gen. bryg. Władysław Honkisz (1978–1980)
- płk/gen. bryg. Tadeusz Kojder (1980–1985)
- gen. bryg. Mieczysław Włodarski (1985–1987)
- płk Tadeusz Bagniuk (1987–1990)

Zastępcy dowódcy WOPK do spraw planowania i techniki / do spraw techniki i zaopatrzenia
- gen. bryg. Aleksander Grabowski (1969–1972)
- płk/gen. bryg. Wiesław Wojciechowski (1972–1981)
- gen. bryg. Andrzej Rembalski (1981–1987)
- gen. bryg. Tadeusz Jemioło (1988)

Szefowie Lotnictwa OPK / Wojsk Lotniczych WOPK
- płk pil. Rafał Bulak (1964–1967)
- płk dypl. pil. Władysław Hermaszewski (1967–1971)
- płk dypl. pil. Mieczysław Maszczyk
- płk dypl. pil. Marian Bondzior (1977–1979)
- płk dypl. pil. Mirosław Kapciuch (1979–1984)
- płk dypl. pil. Edmund Koźbiał (1984–1989)

Szefowie Artylerii OPK / Wojsk Rakietowych i Artylerii WOPK
- gen. bryg. Władysław Szczepucha (1962–1968)
- płk Aleksander Grabowski (1968–1969)
- gen. bryg. Kryspian Hille (1970–1985)
- płk Franciszek Żygis (1985–1990)

Szefowie Wojsk Radiotechnicznych WOPK
- płk Zdzisław Malina (1962–1968)
- płk Wiesław Wojciechowski (1969–1972)
- płk/gen. bryg. Andrzej Rembalski (1972–1981)
- płk Tadeusz Mikoś (1981–1988)
- płk Jerzy Kowalczyk (1988–1990)